# Großer Preis von Spanien 1996
Der Große Preis von Spanien 1996 (offiziell Gran Premio Marlboro de España) fand am 2. Juni auf dem Circuit de Catalunya in Montmeló statt und war das siebte Rennen der Formel-1-Weltmeisterschaft 1996.

## Berichte

### Hintergrund
Nach dem chaotischen Rennen in Monaco, bei dem keiner der Favoriten ins Ziel gekommen war, hatte sich in der Führung der Fahrerwertung wenig geändert. Damon Hill führte weiterhin mit 21 Punkten vor Jacques Villeneuve und mit 27 Punkten vor Michael Schumacher. In der Konstrukteurswertung führte Williams-Renault mit 40 Punkten vor Ferrari und mit 47 Punkten vor Benetton-Renault.
Forti Corse stellte mit Shannon Racing einen neuen Sponsor vor, woraufhin die Lackierung der Autos von gelb auf grün-weiß wechselte.
Mit Schumacher und Hill (jeweils einmal) traten zwei ehemalige Sieger zu diesem Grand Prix an.

### Training
Vor dem Rennen fanden zwei Trainingseinheiten statt: Die erste am Freitagmorgen und die zweite am Samstagmorgen.
Im freien Training am Freitag, das noch auf trockener Strecke und bei sonnigem Wetter gefahren wurde, erzielte Eddie Irvine die schnellste Runde vor Rubens Barrichello und Olivier Panis. Hill wurde vor Schumacher und Villeneuve Vierter; Jean Alesi nur Achter.
Im zweiten freien Training am Samstag war dann Villeneuve mit 1:21,041 Minuten Schnellster vor Hill und Schumacher. Villeneuve erhielt während des Trainings eine Geldstrafe wegen Geschwindigkeitsüberschreitung in der Boxengasse. Er hatte vergessen, den Geschwindigkeitsbegrenzer zu aktivieren.

### Qualifying
Auch das Qualifying blieb trocken. Hill holte sich seine vierte Pole-Position der Saison, die Plätze zwei und drei belegten Villeneuve und Schumacher. Den zwei Forti-Piloten gelang es aufgrund der 107-Prozent-Regel nicht, sich für das Rennen zu qualifizieren. Mit 1:20,650 Minuten stellte Hill zudem einen neuen Streckenrekord auf.

### Warm-Up
Die Fahrer gingen am Sonntagmorgen zu einer 30-minütigen Aufwärmsitzung auf die Strecke. Hill war auf nasser Strecke Schnellster vor Schumacher und Panis. Heinz-Harald Frentzen war in einen schweren Unfall verwickelt, als er von der Strecke abkam und mit 170 km/h in die Leitplanken krachte. Er konnte unverletzt aus dem Wagen aussteigen und auch am Rennen teilnehmen.

### Rennen
Trotz des starken Regens wurde recht kurz vor dem Start entschieden, das Rennen normal und nicht hinter dem Safety-Car zu starten. Während der Einführungsrunde blieb Mika Salo in der Startaufstellung stehen und musste vom letzten Platz starten.
Beim Start hatten sowohl Hill als auch Schumacher einen schlechten Start und verloren Plätze; Hill rutschte auf den dritten Platz zurück, Schumacher sogar auf den Siebten. Barrichello startete sehr gut und kämpfte kurzzeitig mit Gerhard Berger um den vierten Platz.
Kurz nach dem Start kollidierten wegen der schlechten Sichtverhältnisse Pedro Lamy, Ricardo Rosset, David Coulthard und Giancarlo Fisichella. Während die drei Erstgenannten sofort ausschieden, konnte Fisichella die Runde beenden und in die Boxengasse fahren, wo er das Rennen aufgrund der Schäden allerdings ebenfalls beenden musste. Auch Panis musste seinen Wagen in der Box abstellen.
Sowohl Irvine als auch Schumacher überholten Barrichello in der ersten Runde, bevor Irvine das Rennen nach einem Dreher in der zweiten Runde beendete. Johnny Herbert drehte sich in der vierten Runde, gelangte aber zurück auf die Strecke, wobei er drei Plätze verlor. Hill drehte sich kurze Zeit später und kam hinter Berger und Schumacher zurück auf die Strecke. Nur eine Runde später hatte Schumacher auch Berger überholt und in der nächsten Runde hatte er die zwei Führenden eingeholt, die sich zuerst leicht abgesetzt hatten. In der achten Runde drehte sich Hill ein zweites Mal und fiel diesmal auf den achten Platz zurück. Wenig später musste Ukyō Katayama seinen Wagen aufgrund eines Elektronikfehlers abstellen. In der neunten Runde gelang es Schumacher, Alesi in der Seat-Kurve zu überholen. Zum Ende der elften Runde drehte sich Hill auf der Start-Ziel-Geraden und rutschte in die Boxengassenmauer, was das Rennen für ihn beendete. Nur wenig später überholte Schumacher Villeneuve in derselben Kurve, in der er zuvor Alesi überholt hatte, und begann sich nun in einem rasanten Tempo abzusetzen. Bereits zum Ende der zwölften Runde betrug seine Führung zwei Sekunden und er gewann vier Sekunden pro Runde auf den Zweitplatzierten Villeneuve, während er hintereinander drei schnellste Runden fuhr.
In der 16. Runde wurde die Disqualifikation Salos bekannt gegeben, da dieser nach der Einführungsrunde unerlaubt auf seinen Ersatzwagen gewechselt hatte. Schumacher kam in der 23. Runde als Erster der Spitze in die Box, doch da der Abstand mittlerweile 37 Sekunden betrug, verlor er auch danach die Führung nicht.
In der 44. Runde beendete ein Dreher das Rennen des Viertplatzierten Berger, als er versuchte Pedro Diniz zu überrunden. Nur eine Runde später beendete ein Getriebeproblem auch Barrichellos Rennen, der nach Bergers Aus auf den vierten Platz nachgerutscht war. In der 17. Runde hatte sein Teamkollege Martin Brundle mit demselben Problem bereits seinen Wagen abstellen müssen. Als Letzter schied auf Platz fünf liegend Jos Verstappen in der 47. Runde aus, nachdem ein Dreher in einem Reifenstapel endete.
Schumacher beendete das Rennen als Erster mit 45 Sekunden Vorsprung vor Alesi und Villeneuve. Niemand konnte das Tempo des deutschen Fahrers mitgehen, obwohl er ab Mitte des Rennens durch Motorprobleme ausgebremst wurde. Bereits der Viertplatzierte Frentzen, der ein unspektakuläres, aber sicheres Rennen gefahren war, war von der Spitze überrundet worden. Mika Häkkinen hatte gegen Ende des Rennens einen Dreher überstanden und wurde Fünfter und Diniz, der ein sehr vorsichtiges Rennen gefahren war, holte auf dem sechsten Platz noch einen Punkt. Nur sechs Fahrer – alle aus unterschiedlichen Rennställen – beendeten das Rennen.
Schumacher gelang der erste Sieg für Ferrari und sein 20. insgesamt. Seine Fahrt gilt als eine seiner eindrucksvollsten Leistungen bei regnerischem Wetter.
Sowohl in der Fahrer- als auch in der Konstrukteurswertung blieben die ersten drei Positionen unverändert.

## Meldeliste
| Team                        | Nr. | Fahrer                | Chassis        | Motor                 | Reifen |
| --------------------------- | --- | --------------------- | -------------- | --------------------- | ------ |
| Scuderia Ferrari SpA        | 01  | Michael Schumacher    | Ferrari F310   | Ferrari 3.0 V10       | G      |
| Scuderia Ferrari SpA        | 02  | Eddie Irvine          | Ferrari F310   | Ferrari 3.0 V10       | G      |
| Mild Seven Benetton Renault | 03  | Jean Alesi            | Benetton B196  | Renault 3.0 V10       | G      |
| Mild Seven Benetton Renault | 04  | Gerhard Berger        | Benetton B196  | Renault 3.0 V10       | G      |
| Rothmans Williams Renault   | 05  | Damon Hill            | Williams FW18  | Renault 3.0 V10       | G      |
| Rothmans Williams Renault   | 06  | Jacques Villeneuve    | Williams FW18  | Renault 3.0 V10       | G      |
| Marlboro McLaren Mercedes   | 07  | Mika Häkkinen         | McLaren MP4/11 | Mercedes-Benz 3.0 V10 | G      |
| Marlboro McLaren Mercedes   | 08  | David Coulthard       | McLaren MP4/11 | Mercedes-Benz 3.0 V10 | G      |
| Ligier Gauloises Blondes    | 09  | Olivier Panis         | Ligier JS43    | Mugen-Honda 3.0 V10   | G      |
| Ligier Gauloises Blondes    | 10  | Pedro Diniz           | Ligier JS43    | Mugen-Honda 3.0 V10   | G      |
| B&H Total Jordan Peugeot    | 11  | Rubens Barrichello    | Jordan 196     | Peugeot 3.0 V10       | G      |
| B&H Total Jordan Peugeot    | 12  | Martin Brundle        | Jordan 196     | Peugeot 3.0 V10       | G      |
| Red Bull Sauber Ford        | 14  | Johnny Herbert        | Sauber C15     | Ford Zetec-R 3.0 V10  | G      |
| Red Bull Sauber Ford        | 15  | Heinz-Harald Frentzen | Sauber C15     | Ford Zetec-R 3.0 V10  | G      |
| Footwork Hart               | 16  | Ricardo Rosset        | Footwork FA17  | Hart 3.0 V8           | G      |
| Footwork Hart               | 17  | Jos Verstappen        | Footwork FA17  | Hart 3.0 V8           | G      |
| Tyrrell Yamaha              | 18  | Ukyō Katayama         | Tyrrell 024    | Yamaha 3.0 V10        | G      |
| Tyrrell Yamaha              | 19  | Mika Salo             | Tyrrell 024    | Yamaha 3.0 V10        | G      |
| Minardi Team                | 20  | Pedro Lamy            | Minardi M195B  | Ford EDM 3.0 V8       | G      |
| Minardi Team                | 21  | Giancarlo Fisichella  | Minardi M195B  | Ford EDM 3.0 V8       | G      |
| Forti Grand Prix            | 22  | Luca Badoer           | Forti FG03     | Ford Zetec-R 3.0 V8   | G      |
| Forti Grand Prix            | 23  | Andrea Montermini     | Forti FG03     | Ford Zetec-R 3.0 V8   | G      |

## Klassifikationen

### Qualifying
| Pos.                                                                       | Fahrer                | Konstrukteur       | Zeit     | Start |
| -------------------------------------------------------------------------- | --------------------- | ------------------ | -------- | ----- |
| 01                                                                         | Damon Hill            | Williams-Renault   | 1:20.650 | 01    |
| 02                                                                         | Jacques Villeneuve    | Williams-Renault   | 1:21.084 | 02    |
| 03                                                                         | Michael Schumacher    | Ferrari            | 1:21.587 | 03    |
| 04                                                                         | Jean Alesi            | Benetton-Renault   | 1:22.061 | 04    |
| 05                                                                         | Gerhard Berger        | Benetton-Renault   | 1:22.125 | 05    |
| 06                                                                         | Eddie Irvine          | Ferrari            | 1:22.333 | 06    |
| 07                                                                         | Rubens Barrichello    | Jordan-Peugeot     | 1:22.379 | 07    |
| 08                                                                         | Olivier Panis         | Ligier-Mugen-Honda | 1:22.685 | 08    |
| 09                                                                         | Johnny Herbert        | Sauber-Ford        | 1:23.027 | 09    |
| 10                                                                         | Mika Häkkinen         | McLaren-Mercedes   | 1:23.070 | 10    |
| 11                                                                         | Heinz-Harald Frentzen | Sauber-Ford        | 1:23.195 | 11    |
| 12                                                                         | Mika Salo             | Tyrrell-Yamaha     | 1:23.224 | 12    |
| 13                                                                         | Jos Verstappen        | Footwork-Hart      | 1:23.371 | 13    |
| 14                                                                         | David Coulthard       | McLaren-Mercedes   | 1:23.416 | 14    |
| 15                                                                         | Martin Brundle        | Jordan-Peugeot     | 1:23.438 | 15    |
| 16                                                                         | Ukyo Katayama         | Tyrrell-Yamaha     | 1:24.401 | 16    |
| 17                                                                         | Pedro Diniz           | Ligier-Mugen-Honda | 1:24.468 | 17    |
| 18                                                                         | Pedro Lamy            | Minardi-Ford       | 1:25.274 | 18    |
| 19                                                                         | Giancarlo Fisichella  | Minardi-Ford       | 1:25.531 | 19    |
| 20                                                                         | Ricardo Rosset        | Footwork-Hart      | 1:25.621 | 20    |
| 107-Prozent-Zeit: 1:26,296 min (bezogen auf die Bestzeit von 1:26,890 min) |                       |                    |          |       |
| DNQ                                                                        | Luca Badoer           | Forti-Ford         | 1:26.615 | –     |
| DNQ                                                                        | Andrea Montermini     | Forti-Ford         | 1:27.358 | –     |

### Rennen
| Pos. | Fahrer                | Konstrukteur       | Runden | Stopps | Zeit        | Start | Schnellste Runde |
| ---- | --------------------- | ------------------ | ------ | ------ | ----------- | ----- | ---------------- |
| 01   | Michael Schumacher    | Ferrari            | 65     | 2      | 1:59:49,307 | 03    | 1:45,517 (14.)   |
| 02   | Jean Alesi            | Benetton-Renault   | 65     | 1      | + 45,302    | 04    | 1:48,509 (61.)   |
| 03   | Jacques Villeneuve    | Williams-Renault   | 65     | 1      | + 48,388    | 02    | 1:48,707 (63.)   |
| 04   | Heinz-Harald Frentzen | Sauber-Ford        | 64     | 1      | + 1 Runde   | 11    | 1:48,995 (12.)   |
| 05   | Mika Häkkinen         | McLaren-Mercedes   | 64     | 1      | + 1 Runde   | 10    | 1:49,771 (55.)   |
| 06   | Pedro Diniz           | Ligier-Mugen       | 63     | 1      | + 2 Runden  | 17    | 1:50,636 (13.)   |
| –    | Jos Verstappen        | Footwork-Hart      | 47     | 1      | DNF         | 13    | 1:48,302 (29.)   |
| –    | Rubens Barrichello    | Jordan-Peugeot     | 45     | 2      | DNF         | 07    | 1:47,735 (40.)   |
| –    | Gerhard Berger        | Benetton-Renault   | 44     | 1      | DNF         | 05    | 1:49,097 (14.)   |
| –    | Johnny Herbert        | Sauber-Ford        | 20     | 0      | DNF         | 09    | 1:48,846 (13.)   |
| –    | Martin Brundle        | Jordan-Peugeot     | 17     | 0      | DNF         | 15    | 1:49,026 (14.)   |
| –    | Damon Hill            | Williams-Renault   | 11     | 0      | DNF         | 01    | 1:50,987 (10.)   |
| –    | Ukyo Katayama         | Tyrrell-Yamaha     | 8      | 0      | DNF         | 16    | 1:55,116 (08.)   |
| –    | Eddie Irvine          | Ferrari            | 1      | 0      | DNF         | 06    | 1:59,611 (01.)   |
| –    | Olivier Panis         | Ligier-Mugen-Honda | 1      | 0      | DNF         | 08    | –                |
| –    | Giancarlo Fisichella  | Minardi-Ford       | 1      | 0      | DNF         | 19    | –                |
| –    | David Coulthard       | McLaren-Mercedes   | 0      | 0      | DNF         | 14    | –                |
| –    | Pedro Lamy            | Minardi-Ford       | 0      | 0      | DNF         | 18    | –                |
| –    | Ricardo Rosset        | Footwork-Hart      | 0      | 0      | DNF         | 20    | –                |
| DSQ  | Mika Salo             | Tyrrell-Yamaha     | 16     | 0      | –           | 12    | 1:51,734 (12.)   |

Anmerkungen
1. ↑  Salo wurde in der 16. Runde disqualifiziert, da er nach der Einführungsrunde unerlaubt im Ersatzwagen unterwegs war.

## WM-Stände nach dem Rennen
Die ersten sechs des Rennens bekamen 10, 6, 4, 3, 2 bzw. 1 Punkt(e).

### Fahrerwertung
| Pos. | Fahrer                | Konstrukteur     | Punkte |
| ---- | --------------------- | ---------------- | ------ |
| 01   | Damon Hill            | Williams-Renault | 43     |
| 02   | Jacques Villeneuve    | Williams-Renault | 26     |
| 03   | Michael Schumacher    | Ferrari          | 26     |
| 04   | Jean Alesi            | Benetton-Renault | 17     |
| 05   | Olivier Panis         | Ligier-Mugen     | 11     |
| 06   | David Coulthard       | McLaren-Mercedes | 10     |
| 07   | Eddie Irvine          | Ferrari          | 9      |
| 08   | Mika Häkkinen         | McLaren-Mercedes | 8      |
| 09   | Gerhard Berger        | Benetton-Renault | 7      |
| 10   | Rubens Barrichello    | Jordan-Peugeot   | 7      |
| 11   | Heinz-Harald Frentzen | Sauber-Ford      | 6      |
| 12   | Mika Salo             | Tyrrell-Yamaha   | 5      |

| Pos. | Fahrer               | Konstrukteur   | Punkte |
| ---- | -------------------- | -------------- | ------ |
| 13   | Johnny Herbert       | Sauber-Ford    | 4      |
| 14   | Pedro Diniz          | Ligier-Mugen   | 1      |
| 15   | Martin Brundle       | Jordan-Peugeot | 1      |
| 16   | Jos Verstappen       | Footwork-Hart  | 1      |
| 17   | Pedro Lamy           | Minardi-Ford   | 0      |
| 18   | Ricardo Rosset       | Footwork-Hart  | 0      |
| 19   | Ukyō Katayama        | Tyrrell-Yamaha | 0      |
| 20   | Luca Badoer          | Forti-Ford     | 0      |
| 21   | Andrea Montermini    | Forti-Ford     | 0      |
| 22   | Giancarlo Fisichella | Minardi-Ford   | 0      |
| –    | Tarso Marques        | Minardi-Ford   | 0      |

### Konstrukteurswertung
| Pos. | Konstrukteur       | Punkte |
| ---- | ------------------ | ------ |
| 01   | Williams-Renault   | 69     |
| 02   | Ferrari            | 35     |
| 03   | Benetton-Renault   | 24     |
| 04   | McLaren-Mercedes   | 18     |
| 05   | Ligier-Mugen-Honda | 12     |
| 06   | Sauber-Ford        | 10     |

| Pos. | Konstrukteur   | Punkte |
| ---- | -------------- | ------ |
| 07   | Jordan-Peugeot | 8      |
| 08   | Tyrrell-Yamaha | 5      |
| 09   | Footwork-Hart  | 1      |
| 10   | Minardi-Ford   | 0      |
| 11   | Forti-Ford     | 0      |